# SHIFT III NISSAN CM TRACKS
『SHIFT III NISSAN CM TRACKS』（シフト スリー ニッサン シーエム トラックス）は、日産自動車とソニー・ミュージックのコラボレーションにより、2009年3月25日にデフスターレコーズより発売された、日産自動車のCM曲を集めたコンピレーション・アルバム。
第一弾『SHIFT-NISSAN CM TRACKS-』（2004年2月4日発売）、第二弾『SHIFT second NISSAN CM TRACKS』（2006年5月24日発売）に続く、第三弾である。

## 収録曲
1. モーガン・フィッシャー「デザイン・フォー・トゥモロウ」
ムラーノ（2008年-）
2. 土岐麻子「WALTZ FOR DEBBY」
ティアナ（2008年-）
3. ティアーズ・フォー・フィアーズ「シーズ・オブ・ラヴ」
シルビア（1993年-）
4. メディナ「ボンゴ・ブレイクス」
キックス（2008-）
5. メイシー・グレイ「ウィ・ウィル・ロック・ユー」
ステージア（2003年-）
6. ザ・グリーンハウス・エフェクト「パワード・スーツ」
デュアリス（2007年-）
7. ドナ・レジーナ「ドライヴィング・イン・ユア・カー」
シルビア（1995年-）
8. THE CONDORS「C'mon Everybody」
ノート（2007年-）
9. 小坂忠「何もいらない」
企業広告（2007年-）
10. ベット・ミドラー「バラ色の人生（ラ・ヴィ・アン・ローズ）」
企業広告（1999年-）
11. ジャーニー「オープン・アームズ」
エルグランド（2001年-）
12. ビル・ウィザース「ユーズ・ミー」
ティーダ（2006年-）
13. ポインター・シスターズ「ドント・イット・ドライヴ・ユー・クレイジー」
ティーダ（2008年-）
14. スティーヴン・ビショップ「ナウ・アイ・ノウ」
セドリック（1996年-）
15. スティーヴ・ジャンセン「スリープヤード」
企業広告（2008年-）
16. あがた森魚「キットキット!! 遠く遠く!!」
ラシーン（1994年-）
17. B・J・トーマス「雨にぬれても」
スカイライン（1983年-）